# Éder Rodrigues
Éder Rodrigues (Pouso Alegre, 02 de junho de 1981), é um escritor brasileiro. Poeta, ficcionista, dramaturgo e ensaísta.

## Biografia
Éder Rodrigues nasceu em Pouso Alegre, cidade situada no sul do estado de Minas Gerais. Entre os anos de 1996 e 2002, participou dos movimentos de produção e difusão cultural junto a vários coletivos artísticos sul-mineiros.

É Doutor em Estudos Literários pela Faculdade de Letras da Universidade Federal de Minas Gerais. Ingressou em 2003 no curso de Artes Cênicas, na Escola de Belas Artes da UFMG, onde graduou-se em 2007. Também pela UFMG, tornou-se Mestre em Literatura, em 2010.  

Publicou 08 livros e integra várias antologias nacionais. O seu projeto literário atravessa os segmentos da poesia, da prosa, da dramaturgia e da literatura infantojuvenil. A sua estética de escrita se debruça sobre o viés performático da palavra, as corpografias e a densidade poética com que demarca a instância do sensível como campo de conhecimento, além de estabelecer diálogos entre a América Latina e a Comunidade Lusófona.

Recebeu prêmios do circuito nacional pelo seu percurso literário oficialmente iniciado em 2006, com destaque para o Prêmio Guarulhos de Literatura 2019, o Prêmio OFF FLIP de Literatura (2017 – 2015) e o Prêmio do Concurso Nacional Josué Guimarães de Contos 2009.  Desde 2007, participa do circuito de festivais e feiras literárias como autor convidado, palestrante e oficineiro. Figura também como coordenador e curador de eventos e projetos culturais envolvendo as artes literárias e as artes da presença.

Leciona na Universidade Federal do Sul da Bahia, onde atua como Professor Adjunto do Centro de Formação em Artes e Comunicação. Atualmente reside em Porto Seguro/BA.

## Literatura e atuação artística
Desde o início dos anos 2007, o escritor Éder Rodrigues percorre o Brasil participando do circuito de feiras e festivais literários, principalmente os que integram as artes literárias com as artes performáticas. Em 2009, recebeu o Prêmio do Concurso Josué Guimarães de Contos, entregue na 13ª Jornada Nacional da Literatura, um dos maiores eventos literários do país. A premiação lhe conferiu notoriedade nacional e possibilitou a difusão do seu trabalho em cidades da Espanha e de Portugal. Durante o período em que esteve como artista residente, participou como escritor convidado do circuito literário de Santiago de Compostela, Coruña, Vigo e outras cidades da Galícia, proferindo conferências sobre literatura brasileira na Universidade de Santiago de Compostela  e instituições culturais galegas. A Revista Agália, dedicou uma seção especial do número duplo 97/98 à publicação de trabalhos do autor.
Em 2020, lançou o livro O Infindável Museu das Coisas Efêmeras, publicado pela Editora Telucazu. A obra foi lançada internacionalmente em 2021, em Cabo Verde, em evento promovido pelo Camões Instituto de Cooperação e da língua, e Moçambique e segue em caravana de lançamentos pela Comunidade lusófona.
Como poeta e contista, teve o seu trabalho destacado em vários certames de projeção nacional como o Prêmio Carlos Drummond de Poesia (2010/2011) promovido pelo SESC/DF, o Prêmio José Cândido Carvalho de Contos (2010/2014), o Prêmio do Concurso Nacional Paulo Leminski de Contos (2009),  o Prêmio Nacional de Literatura Cidade de Belo Horizonte 2009 (Autor Inédito/Menção Honrosa) e o Prêmio FEMUP de Poesia.
Na área da dramaturgia, seus textos têm sido encenados nas cinco regiões do Brasil. O seu trabalho como dramaturgo abrange tanto a assinatura autoral de peças teatrais quanto a escrita  realizada em sala de ensaio juntamente com coletivos artísticos da cena emergente. Despontou como autor teatral a partir do seu vínculo com o Mayombe Grupo de Teatro, da cidade  de Belo Horizonte/MG, dirigido pela chilena Sara Rojo, com quem trabalhou em quatro montagens teatrais cuja temática e a poética atravessam a memória, a história e a cultura latino-americana. Dentro deste repertório, a montagem do espetáculo A Pequenina América e sua avó $ifrada de escrúpulos(2010) recebeu prêmios do circuito teatral, além de integrar a programação de importantes festivais nacionais e internacionais como o FIT, com grande sucesso de crítica e público.
Outra obra de destaque do autor é Três Vírgula Quatro Graus na Escala Richter, peça escrita em 2016, que ganhou grande repercussão nacional ao ser uma das obras vencedoras do Prêmio Guarulhos de Literatura 2019. Para o público infantojuvenil, lançou em 2021 a obra Carrossel de um cavalo só, pela Editora Ática.
É autor de 15 peças de teatro.
| Ano        | Peça                                                          | Nota |
| 2020       | Todo redemoinho começa com um sopro                           | Encenada pela Cia. OFIT |
| 2018       | Pedra Bruta: ensaio para recolher o provisório das coisas     | Encenada pela Cia. OFIT |
| 2017       | Happy Hour                                                    | Encenada pelo Mayombe Grupo de Teatro |
| 2016       | A mulher que andava em círculos                               | Encenada pelo Mayombe Grupo de Teatro |
| 2016       | Três Vírgula Quatro Graus da Escala Richter                   | Encenada pelo Mayombe Grupo de Teatro |
| 2015       | Até o fim                                                     | Encenada no circuito teatral independente de MG e MS |
| 2014/ 2013 | Pássaro fora do ar                                            | Encenada pelo Núcleo Curare de Provocações Teatrais - em coautoria com Cláudio Zarco                                                                             |
| 2013       | Nada a declarar a não ser que chove                           | Encenada pela Cia Avatz de Teatro |
| 2013       | Ao persistirem os sintomas                                    | Integrou a programação da 2ª Edição do Janela de Dramaturgia |
| 2013       | Klássico com K                                                | Encenada pelo Mayombe Grupo de Teatro Integrou a programação do FIT Festival Internacional de Teatro                                                             |
| 2012       | Argonautas de um mundo só                                     | Encenada pelo O COLETIVO Produções |
| 2012       | E peça que nos perdoe                                         | Encenada pela Cia. de Lira Ribas Produções Espetáculo indicado a 5 Prêmios SINPARC do Sindicato dos Produtores de Artes Cênicas (Incluindo Melhor Texto Inédito) |
| 2010       | A Pequenina América e sua avó $ifrada de escrúpulos           | Encenada pelo Mayombe Grupo de Teatro Prêmio SESC/SATED de Melhor Texto Teatral do ano                                                                           |
| 2007       | Olho mágico                                                   | Encenada pela Cia. 3 X4 |
| 2007       | Por esta porta estar fechada, as outras tiveram que se fechar | Encenado pelo Mayombe Grupo de Teatro |

## Obras Publicadas
- O Infindável Museu das Coisas Efêmeras[25] (Editora Telucazu, 2020) – Poesia[26]
- Carrossel de um cavalo só[27] (Editora Ática, 2021) – Literatura Infantojuvenil
- Três Vírgula Quatro Graus da Escala Richter[28] (Editora Telucazu, 2018) – Dramaturgia
- Dramaturgias de Re(e)xistências:[29] A mulher que andava em círculos & Happy Hour (Editora Javali, 2018) – Dramaturgia
- Contos Premiados[30] – (Editora CORAG, 2013) – Prosa/contos
- Klássico com K[31] (Editora FALE, 2015) – Dramaturgia
- A Pequenina América e sua avó $ifrada de escrúpulos[32](Editora Nandyala, 2011) – Dramaturgia
- Por esta porta estar fechada, as outras tiveram que se abrir[32] (Editora Nandyala, 2011) – Dramaturgia

### Obras traduzidas
- La muyer que andaba em círculos (Tradução para o espanhol realizada por Marcos Antônio Alexandre) - Editora Javali, 2018.
- Happy Hour (Tradução para o espanhol realizada por Marcos Antônio Alexandre) - Editora Javali, 2018

### Teses, dissertações e artigos  sobre obras do escritor
- AMARAL, Nivalcir José do. O trabalho atoral com o texto da Cia. OFIT: processos de criação nas montagens “Pedra Bruta: ensaio para colher o provisório das coisas” e “Três Vírgula Quatro Graus da Escala Richter”.[33] Dissertação de Mestrado. Universidade Estadual de Campinas. Instituo de Artes. Campinas, 2020.  [A dissertação analisa a dramaturgia e a montagem de duas peças do escritor Éder Rodrigues Pedra Bruta: ensaio para colher o provisório das coisas (2018) e Três Vírgula Quatro Graus na Escala Richter (2016)]
- TRINDADE, Fabrício. Memógrafo: sessões de lembrança e esquecimento – Expansões reflexivas sob emergências.[34] Belo Horizonte: Artigo publicado na Revista Em Tese. Literatura e Sociedades: diálogos e diferenças - Volume 24, 2018. Pgs: 65-74. ISNN: 1982-0739. [O artigo analisa a obra A mulher que andava em círculos, do escritor Éder Rodrigues.
- VASQUES, Cristina Maria. Fazendo arte na literatura: um panorama lúdico e estético da literatura infantil e juvenil brasileira.[35] Tese de doutorado. UNESP Universidade Estadual Paulista, 2011. [A tese apresenta um panorama estético da literatura contemporânea infantojuvenil e analisa, dentre outras obras, o conto Asas para ficar, do escritor Éder Rodrigues.]
- SILVA, Geison de Almeida Bezerra.  A experiência política em Proibido retornar; A pequenina América e sua avó $ifrada de escrúpulos e Bê-a-bá Brasil: Memória, Sonho e Fantasia: Dramaturgias, Estéticas, Sujeitos e Memórias.[36] Dissertação de Mestrado. Faculdade de Letras: Universidade Federal de Minas Gerais. 2014. [A dissertação analisa dentre outras peças, a dramaturgia do espetáculo A Pequenina América e sua avó $ifrada de escrúpulos, de Éder Rodrigues, Marina Viana e Marcos Coleta, encenada pelo Mayombe Grupo de Teatro.]

## Prêmios
- Prêmio Guarulhos de Literatura 2019,[37] pela autoria do livro Três Vírgula Quatro Graus na Escala Richter[38] [3° Lugar – Categoria: Autor do Ano]
- Prêmio do Concurso Nacional de Contos Josué Guimarães de Literatura 2009,[39] promovido pela 13ª Jornada Nacional de Literatura, realizada em Passo Fundo/RS. A premiação projetou a carreira do escritor nacionalmente e possibilitou a apresentação do seu trabalho na Espanha e em Portugal, países em que esteve como artista residente.
- Prêmio OFF FLIP de Literatura[40] na edição de 2017 (como contista) e na edição de 2015 (como poeta);
- Prêmio SESC/SATED[41] 2011 de “Melhor Dramaturgia” pela autoria do espetáculo A Pequenina América e sua avó $ifrada de Escrúpulos.  (Instituição promotora: Sindicato dos Artistas e Técnicos de Diversão SATED)
- Indicado ao Prêmio SINPARC[42] do Sindicato dos Produtores de Artes Cênicas,  de Minas Gerais, na categoria Melhor Dramaturgia do Ano pela autoria do espetáculo E peça que nos perdoe (2012) e pela autoria da peça A Pequenina América e sua avó $ifrada de escrúpulos (2011).
- Prêmio do Concurso Nacional de Contos José Cândido de Carvalho,[20] nas Edições de 2014 e 2010, promovido pela Fundação Cultural de Campos dos Goytacazes/RJ.
- Recebeu o Troféu Natividade em várias edições do Festival de Música e Poesia de Paranavaí FEMUP, um dos mais tradicional dos festivais culturais brasileiros realizado há mais de 50 anos.
- Prêmio Nacional Carlos Drummond de Andrade de Poesia,[43] promovido pelo SESC/DF, nas Edições de 2011 e 2010.
- Prêmio do 20° Concurso Paulo Leminski de Contos 2009[44]
- Prêmio Cidade Belo Horizonte de Literatura 2009,[45] na categoria Autor Inédito (Menção Honrosa), pela autoria da obra A superfície úmida das coisas.